# Platyrhacus modestus
Platyrhacus modestus är en mångfotingart som beskrevs av Carl 1902. Platyrhacus modestus ingår i släktet Platyrhacus och familjen Platyrhacidae. Inga underarter finns listade i Catalogue of Life.